# 국방출판지원단
국방출판지원단(國防出版支援團, Defense Publishing Support Group)은 군 인쇄 및 출판 지원에 관한 업무를 통합하여 관장하기 위해 설치된 대한민국 국방부 직할부대이다. 국방부와 국군이 필요로 하는 인쇄물, 전자출판물 및 디지털콘텐츠의 제작 및 보급에 관한 업무를 수행한다. 과거 각 군에 개별적으로 존재하던 인쇄창들을 통합하여 2009년 7월 1일 국방부 직할부대인 국군인쇄창으로 창설되었으며, 2021년 7월 27일 현재의 명칭인 국방출판지원단으로 변경되었다.

## 설치 근거
- 「국방출판지원단령」 제1조

## 같이 보기
- 대한민국 국방부